# Doctor Who/Deutsche Veröffentlichungen
In diesem Artikel werden alle deutschen Veröffentlichung der Serie Doctor Who aufgezählt.

## Roman- und Comic-Veröffentlichungen
Schon vor der deutschen Erstausstrahlung der Serie wurden zwei Romane, basierend auf Serials der Serie, beim Franz Schneider Verlag publiziert. Zum Start der Serie bei RTL Ende der 80er und während der frühen 90er Jahre veröffentlichte der Goldmann Verlag sechs Romane, die auf Serials der Serie basieren. Dazu wurden die beiden ehemals beim Schneider-Buch-Verlag veröffentlichten Romane neu übersetzt. Zur selben Zeit veröffentlichte der Condor Verlag drei Comics, basierend auf den Abenteuern des sechsten Doktors unter dem Titel Doktor Who’s Reisen durch Raum und Zeit.
Zwischen 2013 und 2017 veröffentlichte Cross Cult mehrere Romane zur Serie, bevor die Lizenz 2017 an Bastei Lübbe überging. Außerdem veröffentlicht Panini seit 2015 mehrere laufende Doctor-Who-Comic-Reihen.

### Romane
| Nummer                 | Deutscher Titel                                         | Originaltitel                              | Autor | Veröffentlichung       |
| Franz Schneider Verlag | Franz Schneider Verlag                                  | Franz Schneider Verlag                     | Franz Schneider Verlag | Franz Schneider Verlag |
| ---------------------- | ------------------------------------------------------- | ------------------------------------------ | --- | ---------------------- |
| 01                     | Dr. Who – Der Planet der Daleks                         | Doctor Who and the Planet of the Daleks    | Terrance Dicks | 1980                   |
| 02                     | Dr. Who – Kampf um die Erde                             | Doctor Who and the Dalek Invasion of Earth | Terrance Dicks | 1981                   |
| Goldmann Verlag        |                                                         |                                            | |                        |
| 01                     | Doctor Who und die Invasion der Daleks                  | Doctor Who and the Daleks                  | David Whitaker | 1990                   |
| 02                     | Doctor Who und das Komplott der Daleks                  | Doctor Who and the Dalek Invasion of Earth | Terrance Dicks | 1990                   |
| 03                     | Doctor Who und der Planet der Daleks                    | Doctor Who and the Planet of the Daleks    | Terrance Dicks | 1990                   |
| 04                     | Doctor Who – Tod den Daleks!                            | Doctor Who – Death to the Daleks           | Terrance Dicks | 1990                   |
| 05                     | Doctor Who und der Schöpfer der Daleks                  | Doctor Who and the Destiny of the Daleks   | Terrance Dicks | 1990                   |
| 06                     | Doctor Who und das Kind von den Sternen                 | Doctor Who and an Unearthly Child          | Terrance Dicks | 1990                   |
| Cross Cult             |                                                         |                                            | |                        |
| 01                     | Rad aus Eis                                             | The Wheel of Ice                           | Stephen Baxter | 14. Mai 2013           |
| 02                     | Wunderschönes Chaos                                     | Beautiful Chaos                            | Gary Russell | 21. November 2013      |
| 03                     | 11 Doktoren, 11 Geschichten                             | 11 Doctors 11 Stories                      | Eoin Colfer, Michael Scott, Marcus Sedgwick, Philip Reeve, Patrick Ness, Richelle Mead, Malorie Blackman, Alex Scarrow, Charie Higson, Derek Landy & Neil Gaiman                              | 26. Mai 2014           |
| 04                     | Shada                                                   | Shada                                      | Douglas Adams & Gareth Roberts | 10. November 2014      |
| 05                     | Kriegsmaschinen                                         | Engines of War                             | George Mann | 23. Februar 2015       |
| 06                     | Die Blutzelle                                           | The Blood Cell                             | James Goss | 25. Mai 2015           |
| 07                     | Silhouette                                              | Silhouette                                 | Justin Richards | 21. Oktober 2015       |
| 08                     | Die Stadt des Todes                                     | City of Death                              | Douglas Adams, Gareth Roberts & James Goss | 9. November 2015       |
| 09                     | Der kriechende Schrecken                                | The Crawling Terror                        | Mike Tucker | 29. Februar 2016       |
| 10                     | Königliches Blut                                        | Royal Blood                                | Una McCormack | 23. Mai 2016           |
| 11                     | Urknall                                                 | Big Bang Generation                        | Gary Russell | 22. August 2016        |
| 12                     | Aus der Tiefe der Zeit                                  | Deep Time                                  | Trevor Baxendale | 22. November 2016      |
| 13                     | Der Piraten Planet                                      | The Pirate Planet                          | Douglas Adams & James Goss | 27. Februar 2017       |
| 14                     | Zeitreisen                                              | Time Trips                                 | A.L. Kennedy, Jenny T. Colgan, Nick Harkaway, Trudi Canavan, Jake Arnott & Cecelia Ahern | 28. Februar 2018       |
| 15                     | 13 Doktoren, 13 Geschichten                             | 13 Doctors 13 Stories                      | Eoin Colfer, Michael Scott, Marcus Sedgwick, Philip Reeve, Patrick Ness, Richelle Mead, Malorie Blackman, Alex Scarrow, Charie Higson, Derek Landy, Neil Gaiman, Holly Black & Naomi Alderman | 6. Mai 2019            |
| 16                     | Gefangener der Daleks (Doctor Who: Monster-Edition 1)   | Prisoner of the Daleks                     | Trevor Baxendale | 23. April 2020         |
| 17                     | Der fremde Feind (Doctor Who: Monster-Edition 2)        | Illegal Alien                              | Mike Tucker, Robert Perry | 30. Juli 2020          |
| 18                     | Rückkehr der Sontaraner (Doctor Who: Monster-Edition 3) | Shakedown                                  | Terrance Dicks | 5. Oktober 2020        |
| Bastei Lübbe           |                                                         |                                            | |                        |
| 01                     | Die Hand des Omega                                      | Remembrance of the Daleks                  | Ben Aaronovitch | 21. Juli 2017          |
| 02                     | Totenwinter                                             | Dead of Winter                             | James Goss | 26. Januar 2018        |
| 03                     | Die weinenden Engel                                     | Touched by an Angel                        | Jonathan Morris | 29. März 2018          |
| 04                     | Die dunklen Gezeiten                                    | The Coming of the Terraphiles              | Michael Moorcock | 25. Mai 2018           |
| 05                     | Der neunte Schlüssel                                    | Last of the Gaderene                       | Mark Gatiss | 27. Juli 2018          |
| 06                     | Und stumme Sterne ziehn vorüber                         | The Silent Stars                           | Dan Abnett | 26. Oktober 2018       |
| 07                     | Apollo 23                                               | Apollo 23                                  | Justin Richards | 28. Februar 2019       |
| 08                     | Doctor Who und die Krikkit-Krieger                      | Doctor Who and the Krikkitmen              | Douglas Adams & James Goss | 29. August 2019        |

### Comics
| Nummer                   | Deutscher Titel                 | Originaltitel                                     | Autor                                                               | Veröffentlichung   |
| Condor Verlag            | Condor Verlag                   | Condor Verlag                                     | Condor Verlag                                                       | Condor Verlag      |
| Der sechste Doktor       | Der sechste Doktor              | Der sechste Doktor                                | Der sechste Doktor                                                  | Der sechste Doktor |
| ------------------------ | ------------------------------- | ------------------------------------------------- | ------------------------------------------------------------------- | ------------------ |
| 01                       | Der Gestaltwandler              | The Shapeshifter                                  | Steve Parkhouse                                                     | 1990               |
| 02                       | Auf der Suche nach der Wahrheit | Voyager & Polly the Glot Part 1                   | Steve Parkhouse                                                     | 1990               |
| 03                       | Im Netz der Dimensionen         | Polly the Glot Part 2 – 3 & Once Upon a Time-Lord | Steve Parkhouse                                                     | 1990               |
| Panini Comics            |                                 |                                                   |                                                                     |                    |
| Der dritte Doktor        |                                 |                                                   |                                                                     |                    |
| 01                       | Die Herolde der Vernichtung     | The Heralds of Destruction                        | Paul Cornell & Chris Jones                                          | 28. August 2017    |
| Der zehnte Doktor        |                                 |                                                   |                                                                     |                    |
| 01                       | Herrschaft des Schreckens       | Revolutions of Terror                             | Nick Abadzis                                                        | 13. Oktober 2015   |
| 02                       | Die weinenden Engel von Mons    | The Weeping Angels of Mons                        | Robbie Morrison                                                     | 24. Mai 2016       |
| 03                       | Die Quellen der Ewigkeit        | The Fountains of Forever                          | Nick Abadzis                                                        | 24. Januar 2017    |
| 04                       | Das unendliche Lied             | The Endless Song                                  | Nick Abadzis & Elena Casagrande                                     | 24. Juli 2017      |
| 05                       | Arena der Angst                 | Arena of Fear                                     | Nick Abadzis, Elena Casagrande & Eleonore Carlini                   | 22. Januar 2018    |
| 06                       | Die Sünden des Vaters           | Sins of the Father                                | Nick Abadzis, Georgia Sposito, Eleonora Carlinie & Arianna Florean  | 23. Juli 2018      |
| Der elfte Doktor         |                                 |                                                   |                                                                     |                    |
| 01                       | Nachleben                       | After Life                                        | Al Ewing & Rob Williams                                             | 15. November 2015  |
| 02                       | Zu Diensten!                    | Serve You                                         | Al Ewing & Rob Williams                                             | 23. August 2016    |
| 03                       | Verwindungen                    | Conversion                                        | Al Ewing, Rob Williams & Simon Fraser                               | 27. März 2017      |
| 04                       | Das Damals und das Heute        | The Then and the Now                              | Simon Fraser & Gary Caldwell                                        | 18. September 2017 |
| 05                       | Schatten von Shada              | The One                                           | Simon Fraser, Rob Williams & Si Spurrier                            | 26. März 2018      |
| 06                       | Die düstere Wahrheit            | The Malignant Truth                               | Simon Fraser, Rob Williams, Si Spurrier & Leandro Casco             | 22. Oktober 2018   |
| Der zwölfte Doktor       |                                 |                                                   |                                                                     |                    |
| 01                       | Der wilde Planet                | Terrorformer                                      | Robbie Morrison                                                     | 21. März 2016      |
| 02                       | Frakturen                       | Fractures                                         | Robbie Morrison                                                     | 15. November 2016  |
| 03                       | Hyperion                        | Hyperion                                          | Robbie Morrison, George Mann & Indro Daniel                         | 22. Mai 2017       |
| 04                       | Die Schule des Todes            | The School of Death                               | Robbie Morrison & Rachael Stott                                     | 13. November 2017  |
| 05                       | Rock'n'Doc                      | The Twist                                         | George Mann, Mariano Laclaustra & Carlos Cabrera                    | 22. Mai 2018       |
| 06                       | Mit Schall und Knall            | Sonic Boom                                        | Robbie Morrison, Mariano Laclaustra, Rachael Stott & Carlos Cabrera | 19. November 2018  |
| Multi-Doktor-Geschichten |                                 |                                                   |                                                                     |                    |
| 01                       | Gefangene der Zeit 1            | Prisoners of Time Part 1 – 6                      | Scott Tipton & David Tipton                                         | 18. Oktober 2016   |
| 02                       | Gefangene der Zeit 2            | Prisoners of Time Part 7 – 12                     | Scott Tipton & David Tipton                                         | 28. Februar 2017   |
| 03                       | Die vier Doctoren               | The Four Doctors                                  | Paul Cornell & Neil Edwards                                         | 22. Mai 2017       |

## Hörbücher und Hörspiele
Zwischen 2015 und 2017 veröffentlichte Audible in Zusammenarbeit mit Cross Cult drei Hörbücher basierend auf drei ihrer Doctor-Who-Romane. Seit 2016 veröffentlicht der Verlag Bastei Lübbe ebenfalls mehrere Doctor-Who-Hörbücher, teilweise basierend auf ihren Doctor-Who-Romanen in einer leicht gekürzten Version, und zusätzlich auch mehrere Hörspiele, basierend auf den englischen Audiodramas von Big Finish Productions.

### Hörbücher
| Nummer                 | Titel                                            | Vorleser               | Veröffentlichung       |
| Audible und Cross Cult | Audible und Cross Cult                           | Audible und Cross Cult | Audible und Cross Cult |
| Der vierte Doktor      | Der vierte Doktor                                | Der vierte Doktor      | Der vierte Doktor      |
| ---------------------- | ------------------------------------------------ | ---------------------- | ---------------------- |
| 01                     | Shada                                            | Michael Schwarzmaier   | 20. August 2015        |
| 02                     | Die Stadt des Todes                              | Michael Schwarzmaier   | 19. November 2015      |
| 03                     | Der Piratenplanet                                | Michael Schwarzmaier   | 1. Februar 2017        |
| Bastei Lübbe           |                                                  |                        |                        |
| Der dritte Doktor      |                                                  |                        |                        |
| 01                     | Der neunte Schlüssel                             | Michael Schwarzmaier   | 27. Juli 2018          |
| Der vierte Doktor      |                                                  |                        |                        |
| 01                     | Doctor Who und die Krikkit-Krieger               | Michael Schwarzmaier   | 31. Mai 2019           |
| Der siebte Doktor      |                                                  |                        |                        |
| 01                     | Die Hand des Omega                               | Michael Schwarzmaier   | 21. Juli 2017          |
| Der zehnte Doktor      |                                                  |                        |                        |
| 01                     | Schädlingskontrolle                              | Kordula Leiße          | 28. Februar 2020       |
| 02                     | Die ewige Falle                                  | Kordula Leiße          | 27. März 2020          |
| 03                     | Die Invasion der Nemoniten                       | Kordula Leiße          | 30. April 2020         |
| 04                     | Bei Anbruch der Nacht                            | Kordula Leiße          | 29. Mai 2020           |
| 05                     | Die letzte Reise                                 | Kordula Leiße          | 27. Juli 2020          |
| 06                     | Das weiße Rauschen                               | Norman Matt            | 28. August 2020        |
| Der elfte Doktor       |                                                  |                        |                        |
| 01                     | Totenwinter                                      | Tobias Nath            | 26. Januar 2018        |
| 02                     | Die weinenden Engel                              | Tobias Nath            | 29. März 2018          |
| 03                     | Die dunklen Gezeiten                             | Tobias Nath            | 25. Mai 2018           |
| 04                     | Und stumme Sterne ziehn vorüber                  | Tobias Nath            | 26. Oktober 2018       |
| 05                     | Apollo 23                                        | Tobias Nath            | 28. Februar 2019       |
| Der zwölfte Doktor     |                                                  |                        |                        |
| 01                     | Die Dynastie der Winter: Teil 1 – Die Götter     | Lutz Riedel            | 26. August 2016        |
| 02                     | Die Dynastie der Winter: Teil 2 – Das Haus       | Lutz Riedel            | 9. September 2016      |
| 03                     | Die Dynastie der Winter: Teil 3 – Die Sünden     | Lutz Riedel            | 14. Oktober 2016       |
| 04                     | Die Dynastie der Winter: Teil 4 – Die Erinnerung | Lutz Riedel            | 18. November 2016      |
| 05                     | Der verlorene Engel                              | Lutz Riedel            | 29. November 2017      |
| 06                     | Der verlorene Planet                             | Lutz Riedel            | 26. Oktober 2017       |
| 07                     | Die verlorene Magie                              | Lutz Riedel            | 24. November 2017      |
| 08                     | Die verlorene Flamme                             | Lutz Riedel            | 21. Dezember 2017      |

### Hörspiele
| Nummer            | Deutscher Titel          | Originaltitel              | Hauptrollensprecher                                   | Veröffentlichung  |
| Der zehnte Doktor | Der zehnte Doktor        | Der zehnte Doktor          | Der zehnte Doktor                                     | Der zehnte Doktor |
| ----------------- | ------------------------ | -------------------------- | ----------------------------------------------------- | ----------------- |
| 01                | Technophobie             | Technophobia               | Der Doktor: Axel Malzacher Donna Noble: Kordula Leiße | 27. April 2018    |
| 02                | Der Tod und die Königin  | Death and the Queen        | Der Doktor: Axel Malzacher Donna Noble: Kordula Leiße | 27. April 2018    |
| 03                | Die Zeitdiebe            | Time Reaver                | Der Doktor: Axel Malzacher Donna Noble: Kordula Leiße | 27. April 2018    |
| 04                | Das Schwert der Ritterin | The Sword of the Chevalier | Der Doktor: Axel Malzacher Rose Tyler: Maren Rainer   | 25. Mai 2018      |
| 05                | Eiskalte Rache           | Cold Vengeance             | Der Doktor: Axel Malzacher Rose Tyler: Maren Rainer   | 25. Mai 2018      |
| 06                | Die schändlichen Zaross  | Infamy of the Zaross       | Der Doktor: Axel Malzacher Rose Tyler: Maren Rainer   | 25. Mai 2018      |

## Heimvideo-Veröffentlichungen
Die erste und einzige VHS zur Serie erschien hierzulande durch CiC/Universal und enthält den Fernsehfilm zur Serie mit Paul McGann in der Hauptrolle.
Die Lizenz an der Serie für den DVD- und Blu-ray-Vertrieb teilen sich drei deutsche Unternehmen: KSM Film veröffentlichte die ersten beiden Staffeln der neuen Ära der Serie, während Polyband die Lizenz an der neuen Ära ab der dritten Staffel hält. Die Veröffentlichungsrechte an den deutsch-synchronisierten Folgen der Originalserie sicherte sich Anfang 2014 Pandastorm Pictures und veröffentlichte die auf Deutsch vorliegenden Episoden ab Ende 2014 in mehreren DVD-Sets.
Polyband hat angekündigt, dass das erste Serial der Originalserie voraussichtlich 2017, das bis dahin keine deutsche Synchronfassung besaß, durch sie auf DVD erscheinen werde. Pandastorm Pictures hat angekündigt weitere Serials auf DVD in einem Mediabook und einige Zeit später in einer Standard-Version auf DVD zu veröffentlichen. Hierfür wird eine neue deutsche Synchronfassung produziert, da die Folgen nie in Deutschland ausgestrahlt wurden. Mittlerweile liegt die Serie ab dem Handlungsstrang Die Auferstehung der Daleks aus der 21. Staffel lückenlos auf Deutsch vor.

### Klassische Ära (1963 bis 1996)
| Serial(s)          | Titel                       | Veröffentlichung                       | Inhalt | Disks                            | FSK              |
| Der erste Doktor   | Der erste Doktor            | Der erste Doktor                       | Der erste Doktor | Der erste Doktor                 | Der erste Doktor |
| ------------------ | --------------------------- | -------------------------------------- | --- | -------------------------------- | ---------------- |
| 1                  | Das Kind von den Sternen    | 27. April 2018                         | Enthält das Serial Das Kind von den Sternen der ersten Staffel sowie die folgenden Extras: - Booklet mit Hintergrundinformationen zum Serial - Audiokommentar mit Verity Lambert, Waris Hussein, Christopher Barry, Richard Martin, Carole Ann Ford, William Russell und Gary Russell - Titelvorspann im 5.1 Dolby Surround Sound - Dokumentationsausgabe zum ersten Doktor der BBC-America-Reihe The Doctors Revisited - Comedy-Sketche mit Mark Gatiss und David Walliams - Bildergalerie - Die Erstauflage wurde in einem Sammelschuber ausgeliefert, in dem auch Platz für die folgenden Veröffentlichungen zu Die Daleks und Am Rande der Vernichtung ist. | 1                                | Ab 12 Jahren     |
| 2                  | Die Daleks                  | 29. Juni 2018                          | Enthält das Serial Die Daleks der ersten Staffel sowie die folgenden Extras: - Booklet mit Hintergrundinformationen zum Serial - Audiokommentar mit Gary Russel, Verity Lambert, William Russell, Carole Ann Ford, Christopher Barry und Richard Martin - Dokumentation Creation of the Daleks - Grußbotschaft von den Synchronsprechern Michael Schwarzmaier und Peter Lehn - Bildergalerie | 2                                | Ab 12 Jahren     |
| 3                  | Am Rande der Vernichtung    | 31. August 2018                        | Enthält das Serial Am Rande der Vernichtung der ersten Staffel sowie die folgenden Extras: - Booklet mit Hintergrundinformationen zum Serial - Dokumentationen Doctor Who Origins und Over the Edge - Featurettes Inside the Spaceship und Masters of Sound - 30-minütige rekonstruierte Fassung des verschollenen Serials Marco Polo - Bildergalerie | 1                                | Ab 12 Jahren     |
| Der zweite Doktor  |                             |                                        | |                                  |                  |
| 37                 | Das Grab der Cybermen       | 30. April 2020                         | Enthält das Serial Das Grab der Cybermen aus der fünften Staffel sowie die folgenden Extras: - Einführung Morris Barry - Titelsequenz-Tests - Late Night Line-Up - Der Untergang der Daleks - Making-of: Das Grab der Cybermen - Der Fluch des Cybermen-Grabes - Cybermen – Erweiterte Edition - Die Magie des Vidfire-Prozesses - Sky-Ray-Werbespot - Bildergalerie | 2                                | Ab 12 Jahren     |
| 40                 | Der Feind der Welt          | 30. Juli 2021                          | Enthält das Serial Der Feind der Welt aus der fünften Staffel sowie über 2 Stunden Bonusmaterial | 2                                | Ab 12 Jahren     |
| 41                 | Das Netz der Angst          | 11. März 2022                          | | 3                                | Ab 12 Jahren     |
| 42                 | Fury from the Deep          | 25. Februar 2022                       | | 3                                | Ab 12 Jahren     |
| 48                 | Die Saat des Todes          | 21. Oktober 2022                       | | 1                                | Ab 12 Jahren     |
| 50                 | Kriegsspiele                | 28. Juni 2019                          | Enthält das Serial Kriegsspiele der sechsten Staffel sowie die folgenden Extras: - Dokumentationen The Doctor’s Revisited: The Second Doctor, War Zone und Now and Then über Kriegsspiele - Dokumentation Shades of Grey über den Übergang von Schwarz-Weiß zu Bunt-Fernsehen bei der BBC - The Doctor’s Composer – Dudley Simpson, der erste Teil der Geschichte des Komponisten Dudley Simpson bei Doctor Who - Interview Sylvia James – In Conversation - Dokumentation Talking about Regeneration über die Regenerationen des Doktors - Dokumentation Time Zones über die verschiedenen Zeitzonen und Kriege - Stripped for Action – The Second Doctor, Dokumentation über die Comics des zweiten Doktors - On Target – Malcolm Hulke, Dokumentation über den Drehbuchautor Malcolm Hulke - Bildergalerie - PDF-Material - Grußbotschaft von Frazer Hines - Trailer zum animierten zehnten Doktor und zum ersten Doktor - Die Erstauflage erschien im limitierten Mediabook mit einem Postkartenset, einer 3D-Lentikularkarte und einem War Map-Plakat. | 3                                | Ab 12 Jahren     |
| Der dritte Doktor  |                             |                                        | |                                  |                  |
| 56                 | Die Maschine des Bösen      | 14. April 2023                         | | 1                                | Ab 12 Jahren     |
| 62                 | Die Seeteufel               | 13. Oktober 2023                       | |                                  |                  |
| 63                 | Die Mutanten                | 22. Dezember 2023                      | |                                  |                  |
| Der vierte Doktor  |                             |                                        | |                                  |                  |
| 76                 | Die Arche im Weltraum       | 24. Februar 2023                       | | 1                                | Ab 12 Jahren     |
| 77                 | Das sontaranische Experimnt | 29. April 2022                         | | 1                                | Ab 12 Jahren     |
| 78                 | Genesis der Daleks          | 30. Juni 2023                          | | 3                                | Ab 12 Jahren     |
| 79                 | Die Rache der Cybermen      | 15. März 2019                          | Enthält das Serial Die Rache der Cybermen der zwölften Staffel sowie die folgenden Extras: - Booklet mit Hintergrundinformationen zum Serial - Audiokommentar mit Philip Hinchcliffe, Elisabeth Sladen und David Collings - Dokumentationen zur Entstehung des Serials - Entfernte und erweiterte Szenen - Isolierter Soundtrack - Bildergalerie - Die Erstauflage erschien im limitierten Mediabook mit DVD und Blu-ray Disks. | Mediabook: 3 Standard Edition: 2 | Ab 12 Jahren     |
| 104                | Die Bestimmung der Daleks   | 30. Juni 2023                          | |                                  |                  |
| 108.5              | Shada                       | 24. Juni 2022                          | | 1                                | Ab 12 Jahren     |
| 109                | Leisure Hive                | 27. November 2020                      | Enthält das Serial Leisure Hive aus der 18. Staffel sowie die folgenden Extras: - Booklet mit Vorwort von John Leeson - Audiokommentar mit Lalla Ward, Lovett Bickford und Christopher Bidmead - Audiokommentar mit Tom Baker, moderiert von Matthew Sweet - Hinter dem Sofa (HD) mit Tom Baker, June Hudson, John Leeson, Wendy Padbury, Janet Fielding und Sarah Sutton - Studioaufnahmen - Titelsequenz (HD) - Continuities & Trailers (HD) - TARDIS Informationssystem: Romana (HD) - Commercial Break - Blu-ray-Trailer (HD) - Studio Clocks - Scratchman-Trailer - Demnächst: Meglos - Isolierter Soundtrack - Optionaler Dolby Digital 5.1 Surround Mix - Bildergalerie - Produktionsnotizen - Dokumentationen zur Produktion - Die Erstauflage erschien im limitierten Mediabook mit DVD und Blu-ray Disks. | Mediabook: 3 Standard Edition: 2 | Ab 12 Jahren     |
| 110                | Meglos                      | 26. Februar 2021                       | Enthält das Serial Meglos aus der 18. Staffel sowie die folgenden Extras: - Booklet mit Vorwort von John Leeson - Audiokommentar mit Lalla Ward, Christopher Owen, John Flanagan, Andrew McCulloch, Paddy Kingsland und Peter Howell - Hinter dem Sofa (HD) mit Tom Baker, June Hudson, John Leeson, Wendy Padbury, Janet Fielding und Sarah Sutton - BBC News Report - Continuities & Trailers (HD) - Demnächst: E-Space-Trilogie - Isolierter Soundtrack - Meglos Männer - Entwicklung von Scene-Sync - Jacqueline Hill – Ein Leben für den Film - Easter Egg – Clean Title Sequence - Bildergalerie - Produktionsnotizen - Drehbücher - Die Erstauflage erschien im limitierten Mediabook mit DVD und Blu-ray Disks. | Mediabook: 2 Standard Edition: 1 | Ab 12 Jahren     |
| 111                | Verschollen im E‑Space      | 30. April 2021                         | Enthält das Serial Verschollen im E-Space aus der 18. Staffel sowie die folgenden Extras: - Booklet mit Vorwort von Matthew Waterhouse - Audiokommentar mit Matthew Waterhouse, Andrew Smith und Christopher Bidmead - Hinter dem Sofa (HD) mit Tom Baker, June Hudson, John Leeson, Wendy Padbury, Janet Fielding und Sarah Sutton - Studioaufnahmen - Ein Wochenende mit Waterhouse - BBC New Report - Nationwide – Peter Davison - Continuities & Trailers (HD) - Doctor … How? – Hinter den Kulissen von Pandastorm Pictures (HD) - Matthew Waterhouse zum 50. Jubiläum - Bildergalerie - Produktionsnotizen - Dokumentationen zur Produktion - Die Erstauflage erschien im limitierten Mediabook mit DVD und Blu-ray Disks. | Mediabook: 3 Standard Edition: 2 | Ab 12 Jahren     |
| 112                | Horror im E-Space           | 3. September 2021                      | | 3                                | Ab 12 Jahren     |
| 113                | Flucht aus dem E-Space      | 19. November 2021                      | | 1                                | Ab 12 Jahren     |
| 114                | Der Wächter von Traken      | 13. September 2019                     | Enthält das Serial Der Wächter von Traken der 18. Staffel sowie über 3 Stunden Bonusmaterial | Mediabook: 3 Standard Edition: 2 | Ab 12 Jahren     |
| 115                | Logopolis                   | 22. November 2019                      | Enthält das Serial Logopolis der 18. Staffel sowie über 5 Stunden Bonusmaterial | Mediabook: 3 Standard Edition: 2 | Ab 12 Jahren     |
| Der fünfte Doktor  |                             |                                        | |                                  |                  |
| 116                | Castrovalva                 | DVD: 29. Juni 2018 BD: 25. Januar 2019 | Enthält das Serial Castrovalva der 19. Staffel sowie die folgenden Extras: - Booklet mit Hintergrundinformationen zum Serial sowie einem Vorwort von Matthew Waterhouse - Audiokommentar mit Peter Davison, Janet Fielding, Matthew Waterhouse, Christopher H. Bidmead und Fiona Cumming - Featurette Michael Schwarzmaier im Gespräch, Aufzeichnung des Q & A-Panels der Timelash Convention von 2017 - Dokumentationen Dreh Castrovalva, Doctor Who sein und Die überfüllte TARDIS - Ausgabe der britischen Sendung Swap Show mit Peter Davison - Ausgabe der Kinderserie Blue Peter über den damals neuen fünften Doktor - Entfernte und erweiterte Szenen - Isolierter Soundtrack - Bildergalerie - Die Erstauflage erschien im limitierten Mediabook. | 2                                | Ab 12 Jahren     |
| 117                | Vier vor Zwölf              | 21. Februar 2020                       | Enthält das Serial Vier vor Zwölf der 19. Staffel sowie über 3 Stunden Bonusmaterial | Mediabook: 3 Standard Edition: 2 | Ab 12 Jahren     |
| 118                | Kinda                       | 8. Mai 2020                            | Enthält das Serial Kinda der 19. Staffel sowie über 4 Stunden Bonusmaterial | Mediabook: 3 Standard Edition: 2 | Ab 12 Jahren     |
| 119                | Die Heimsuchung             | 17. Mai 2019                           | Enthält das Serial Die Heimsuchung der 19. Staffel sowie die folgenden Extras: - Booklet mit Hintergrundinformationen zum Serial sowie einem Vorwort von Matthew Waterhouse - Audiokommentar mit Peter Davison, Janet Fielding, Sarah Sutton, Matthew Waterhouse und Peter Moffatt - Isolierter Soundtrack - Entfernte und erweiterte Szenen - Im Gespräch mit Peter Davison, ein Interview vom Juni 2018 - Drehbuch – Die Heimsuchung, ein Gespräch mit Eric Saward über die Umsetzung des Drehbuchs - Doctor Who Regie, Regisseur Peter Moffatt blickt auf Die Heimsuchung zurück - Soundtrack – Die Heimsuchung, Komponist Paddy Kingsland blickt auf Die Heimsuchung zurück - Düstere Geschichten – Making of, einige Darsteller gehen zurück an die Drehorte des Serials - Das Television Centre des Universums – Teil 1, Peter Davison, Mark Strickson und Janet Fielding kehren zum BBC Television Centre zurück. - Die Weltuntergangskomponente, Doctor Who im Audiomedium - Bildergalerie - Diverse Trailer - Die Erstauflage erschien im limitierten Mediabook. | Mediabook: 3 Standard Edition: 2 | Ab 12 Jahren     |
| 120                | Die schwarze Orchidee       | 19. Juli 2019                          | Enthält das Serial Die schwarze Orchidee der 19. Staffel sowie über 4 Stunden Bonusmaterial. | Mediabook: 3 Standard Edition: 2 | Ab 12 Jahren     |
| 121                | Erdstoß                     | DVD: 30. März 2018 BD: 25. Januar 2019 | Enthält das Serial Erdstoß der 19. Staffel sowie die folgenden Extras: - Booklet mit Hintergrundinformationen zum Serial sowie einem Vorwort von Matthew Waterhouse - Audiokommentar mit Peter Davison, Janet Fielding, Sarah Sutton und Matthew Waterhouse - Featurette 40 Jahre Doctor Who - Filmsequenzen mit ungeschnittenen Außenaufnahmen aus dem Serial - Ausgabe der britischen Serie Did you See? zum Thema Monster aus Doctor Who - Erdstoß (Folge 5) - Isolierter Soundtrack - Bildergalerie - Die Erstauflage erschien im limitierten Mediabook. | 2                                | Ab 12 Jahren     |
| 122                | Zeitflug                    | 25. September 2020                     | Enthält das Serial Zeitflug der 19. Staffel sowie über 5 Stunden Bonusmaterial | Mediabook: 3 Standard Edition: 2 | Ab 12 Jahren     |
| 129                | Die fünf Doktoren           | 28. August 2015                        | Enthält das Jubiläumsspecial Die fünf Doktoren der 20. Staffel sowie die folgenden Extras: - Booklet mit Hintergrundinformationen zum Serial sowie einem Vorwort von Terrance Dicks - Jubiläumsspecial in der Special Edition mit neuen Szenen und Effekten - Jubiläumsspecial in der geschnittenen deutschen TV-Fassung - Audiokommentar mit Carole Ann Ford, Nicholas Courtney, Elisabeth Sladen und Mark Strickson - Audiokommentar mit David Tennant, Helen Raynor und Phil Collinson - Audiokommentar mit Peter Davison und Terrance Dicks bei der Special Edition - Featurettes Freudenfest und (Nicht so) spezielle Effekte - Dokumentation Die Fäden, die uns verknüpfen - Studioaufnahmen der letzten Szenen des Jubiläumsspecial - Ausgabe der BBC-Morgensendung von 1983 mit Peter Davison, Janet Fielding und Mark Strickson - Ausgabe der Sendung Blue Peter von 1983 zum Jubiläum der Serie - Ausgabe der Nachrichtensendung Nationwide von 1983 mit Patrick Troughton, Jon Pertwee, Peter Davison und Verity Lambert - Ausgabe der Sendung Breakfast Time von 1983 mit Patrick Troughton und Peter Davison - Outtakes - Isolierter Soundtrack - Bildergalerie | 3                                | Ab 12 Jahren     |
| 133                | Die Auferstehung der Daleks | 24. November 2017                      | Enthält das Serial Die Auferstehung der Daleks der 21. Staffel sowie die folgenden Extras: - Booklet mit Hintergrundinformationen zum Serial sowie einem Vorwort von Terry Molloy - Audiokommentar mit Terry Molloy, Eric Saward, Peter Wragg und Nicholas Pegg - Audiokommentar mit Peter Davison, Janet Fielding und Matthew Robinson - Featurettes Casting: Weit und breit, On Location, Der letzte Dalek und Doctor Who in den Nachrichten - Retrospektive Herein Nummer 5! über die Ära des fünften Doktors - Erweiterte und entfernte Szenen - Ausgabe der Sendung Breakfast Time von 1984 mit Janet Fielding und John Nathan Turner - Modelaufnahmen aus dem Serial - Isolierter Soundtrack - Bildergalerie - Die Erstauflage erschien im limitierten Mediabook. | 2                                | Ab 12 Jahren     |
| 134                | Feuerplanet                 | 29. September 2018                     | Enthält das Serial Feuerplanet der 21. Staffel sowie die folgenden Extras: - Booklet mit Hintergrundinformationen zum Serial sowie einem Vorwort von Nicola Bryant - Audiokommentar mit Peter Davison, Nicola Bryant, Mark Strickson und Fiona Cumming - 66-minütige Filmversion des Serials mit Einleitung von Regisseurin Fiona Cumming - Featurette Der deutsche Doktor – Im Gespräch mit Michael Schwarzmaier - Dokumentation Die Flammen von Sarn - Entfernte und erweiterte Szenen - Isolierter Soundtrack - Bildergalerie - Die Erstauflage erschien im limitierten Mediabook. | 2                                | Ab 6 Jahren      |
| 135                | Die Höhlen von Androzani    | 25. August 2017                        | Enthält das Serial Die Höhlen von Androzani der 21. Staffel sowie die folgenden Extras: - Booklet mit Hintergrundinformationen zum Serial sowie einem Vorwort von Peter Davison und Nicola Bryant - Audiokommentar mit Peter Davison, Nicola Bryant und Graeme Harper - Dokumentationen Kettenreaktion, Die Regeneration, Sharaz Jek - Ausgabe der Russel Harry Show von 1984 mit Peter Davison und Colin Baker - Erweiterte Szenen - Isolierter Soundtrack - Bildergalerie - Die Erstauflage erschien im limitierten Mediabook. | 2                                | Ab 12 Jahren     |
| Der sechste Doktor |                             |                                        | |                                  |                  |
| 136–139            | Volume 1                    | 27. November 2015                      | Enthält die Serials Zweimal Einstein der 21. Staffel, Angriff der Kybermänner, Revolte auf Varos und Die Rache des Meisters der 22. Staffel sowie folgende Extras: - Booklet mit Hintergrundinformationen zu den Serials sowie einem Vorwort von Colin Baker - Audiokommentare mit beteiligten Schauspielern, Autoren und Regisseuren der Serials - Featurettes Der Mann von den Sternen, Hundert Jahre jünger, Doctor Who – Die Comics, Der kalte Krieg, Die Cyber-Story, Menschlicher Cyborg, Gut oder Garstig, Die Flimmerkiste, Doctor Who in den Nachrichten, Lords & Ludditen, Damals und Heute und Spiel mit der Zeit - Zwei Ausgaben der Sendung Breakfast Time von 1984 mit Colin Baker und Nicola Bryant - Ausgabe der Sendung Blue Peter von 1984 mit Colin Baker - Erweiterte und entfallene Szenen zu den Serials Revolte auf Varos und Die Rache des Meisters - Aufzeichnungen der Studioaufnahmen zum Serial Revolte auf Varos - Outtakes zum Serial Revolte auf Varos - Isolierter Soundtrack zum Serial Angriff der Kybermänner - Bildergalerien | 5                                | Ab 12 Jahren     |
| 140–142            | Volume 2                    | 26. Februar 2016                       | Enthält die Serials Androiden in Sevilla, Das Amulett und Planet der Toten der 22. Staffel sowie folgende Extras: - Booklet mit Hintergrundinformationen zu den Serials sowie einem Vorwort von Nicola Bryant - Audiokommentare mit beteiligten Schauspielern, Autoren und Regisseuren der Serials - Featurettes Hinter dem Sofa – Robert Holmes & Doctor Who, Im Rampenlicht, Unter der Sonne, Abenteuer in Zeit und Spanien, Das Gute, das Böse und das Hässliche und Die exhumierte Offenbarung - Alternative Fassung des Serials Planet der Toten mit neuen Spezialeffekten - Ausgabe der Sendung Wavelength zur Entstehung des Serials Androiden in Sevilla - Ausgabe der Sendung Jimm’ll fix it mit Colin Baker - Behind-the-Scenes-Dokumentation zum Serial Planet der Toten - Entfernte Szenen des Serials Planet der Toten - Isolierter Soundtrack zu den Serials Androiden in Sevilla und Planet der Toten - Bildergalerien | 5                                | Ab 12 Jahren     |
| 143a–143d          | Volume 3                    | 29. Juli 2016                          | Enthält alle Serials der 23. Staffel sowie die folgenden Extras: - Booklet mit Hintergrundinformationen zu den Serials sowie einem Vorwort von Colin Baker und Nicola Bryant - Audiokommentare mit beteiligten Schauspielern, Autoren und Regisseuren der Serials - Featurettes Damals und Heute – Auf den Spuren eines Time Lords, Ein Schicksal schlimmer als der Tod?, Die verlorene Staffel, Cliffhanger bei Doctor Who, Probleme und Sorgen, 1985 Auszeit und Der Doktor in der Notlage - Making-of-Mini-Serie in 4 Teilen zu jedem Serial der Staffel - Modelaufnahmen der Eröffnungsszene aus Das Urteil, Teil 1 - Ausgabe der Terry Wogan Show von 1985 mit Colin Baker und Lynda Bellingham - Ausgabe der Sendung Blue Peter von 1985 zur Entstehung der ersten acht Folgen des Serials - Entfernte und erweiterte Szenen - Bildergalerien | 5                                | Ab 12 Jahren     |
| Der siebte Doktor  |                             |                                        | |                                  |                  |
| 144–147            | Volume 1                    | 28. November 2014                      | Enthält alle Serials der 24. Staffel sowie die folgenden Extras: - Booklet mit Hintergrundinformationen zu den Serials - Audiokommentare mit beteiligten Schauspielern, Autoren und Regisseuren der Serials - Featurettes Am Abgrund, 7D FX, Achterbahn, Lakertia, Gerüchteküche, Horror im Hochhaus, Girls, Girls, Girls – Die Mädchen der Achtziger, Casting Sylvester McCoy, Feuer und Eis, Des Doktors seltsame Liebe und Die Urknalltheorie - Erweiterte und entfernte Szenen zu den Serials Der Fluch der Kroagnon und Das Feuer des Drachen - Aufnahmen des Set-Besuchs zu Delta und die Bannermänner von 1986 - Alternative geschnittene Fassung der ersten Folge des Serials Delta und die Bannermänner - Outtakes zum Serial Delta und die Bannermänner - Ausgabe der Sendung Breakfast Time von 1986 mit Sylvester McCoy und John Nathan Turner - Ausgabe der Sendung Blue Peter von 1986 mit Sylvester McCoy - Ausgabe der BBC-Wales-Nachrichtensendung zur Entstehung der Folge Delta und die Bannermänner von 1986 - Isolierter Soundtrack zum Serial Das Feuer des Drachen - Bildergalerien | 4                                | Ab 12 Jahren     |
| 148–151            | Volume 2                    | 27. Februar 2015                       | Enthält alle Serials der 25. Staffel sowie die folgenden Extras: - Booklet mit Hintergrundinformationen zu den Serials - Audiokommentare mit beteiligten Schauspielern, Autoren und Regisseuren der Serials - Featurettes Klassentreffen, Erinnerungen, Glückseligkeit wird siegen, Wenn Welten aufeinander treffen, Industrial Action und Die Show muss weitergehen - Dokumentation Davros Connection – Das Leben des Davros - Entfernte und erweiterte Szenen zu den Serials Die Hand des Omega, Die Macht der Fröhlichkeit, Das Vermächtnis der Nemesis und Die Todesmanege auf Segonax - Outtakes zum Serial Die Hand des Omega - Nicht verwendete Modelaufnahmen aus dem Serial Die Todesmanege auf Segonax - Isolierter Soundtrack zu den Serials Die Hand des Omega, Die Macht der Fröhlichkeit, Das Vermächtnis der Nemesis und Die Todesmanege auf Segonax - Musikvideo The Psychic Circus von Christopher Guard mit Szenen aus dem Serial Die Todesmanege auf Segonax - Bildergalerien | 5                                | Ab 12 Jahren     |
| 152–155            | Volume 3                    | 24. April 2015                         | Enthält alle Serials der 26. Staffel sowie die folgenden Extras: - Booklet mit Hintergrundinformationen zu den Serials - Audiokommentare mit beteiligten Schauspielern, Autoren und Regisseuren der Serials - Featurettes Sturm über Avallion, Ein Drehbuch für einen König, Wassertank, Vom Königreich zur Königin, Fragestunde – Auditorium mit Marc Platt, Erhellendes zum Haus der tausend Schrecken, Modellierung der Haemovore, Klauen und Effekte, Gesprengte Ketten und Kleines verlorenes Mädchen - Zweiteilige Dokumentation Katzenklappe zur Entstehung des Serials Der Tod auf leisen Sohlen - Dokumentation Endspielt über die Einstellung der Serie nach der 26. Staffel und die ursprünglichen Pläne für die nie gedrehte 27. Staffel - Special-Edition-Version der Serials Excalibur’s Vermächtnis und Die Todesbucht der Wikinger mit neuen Szenen und Spezialeffekten - Studioaufnahmen zu den Serials Excalibur’s Vermächtnis und Das Haus der tausend Schrecken - Entfernte und erweiterte Szenen zu den Serials Das Haus der tausend Schrecken und Der Tod auf leisen Sohlen - Outtakes zum Serial Der Tod auf leisen Sohlen - Ausgabe der Sendung Take Two von 1989 über die Entstehung des Serials Die Todesbucht der Wikinger - Ausgabe der Sendung Search out Science von 1990 mit Sylvester McCoy und Sophie Aldred - Aufzeichnungen der Nebula ’90, einer Doctor Who Convention von 1990, mit Sophie Aldred und Ian Briggs - Gefilmte Szenen aus dem Doctor-Who-Videospiel Destiny of the Doctors mit Anthony Ainley als Master von 1997 - Isolierter Soundtrack zu den Serials Die Todesbucht der Wikinger und Der Tod auf leisen Sohlen - Bildergalerien | 7                                | Ab 12 Jahren     |
| 144–155            | Special Collector’s Edition | 2. Woche im Dezember 2017              | Enthält alle Serials der 24. bis 26. Staffel, alle Extras der 3 Volume-Veröffentlichungen sowie folgende neue Extras: - Von Andrew Cartmel verfasstes Vorwort im Buchteil der Edition mit Hintergrundinformationen zu allen enthaltenen Serials - Serial Das Vermächtnis der Nemesis in einer Extended Version mit neuen Szenen - Dokumentationsausgabe zum siebten Doktor der BBC-America-Reihe The Doctors Revisited - Interview mit Andrew Cartmel, dem damaligen Script-Editor der Serie | 17                               | Ab 12 Jahren     |
| Der achte Doktor   |                             |                                        | |                                  |                  |
| 156                | Doctor Who – Der Film       | 17. Februar 2017                       | Enthält den Fernsehfilm zur Serie sowie die folgenden Extras: - Booklet mit Hintergrundinformationen zu den Serials sowie einem Vorwort von Daphne Ashbrook, Yee Jee Tso und Matthew Jacobs - Audiokommentar mit Geoffrey Sax - Audiokommentar mit Paul McGann, Sylvester McCoy und Nicholas Briggs - Dokumentation Die siebenjährige Unterbrechung über die Entstehung des Films - Featurettes Des Doktors seltsame Liebe, Who Peter 1989–2009 und Die Durststrecke - Presse-Vorschau von 1996 mit Interviews von Beteiligten der Produktion - Studioaufnahmen der für den Film gebauten Sets, sowie eine Set-Tour durch Philip Segal - Mini-Episode Die Nacht des Doktors von 2013 - Aufzeichnung von Paul McGanns Vorsprechen für die Rolle des Doktors - VFX-Tests zum Film von 1994 und 1996 - Isolierter Soundtrack zum Film - Die Erstauflage erschien im limitierten Mediabook. | 2 DVD / 1 BD                     | Ab 12 Jahren     |

### Moderne Ära (seit 2005)
| Serial(s)          | Titel                                             | Veröffentlichung                          | Inhalt | Disks             | FSK               |
| Der neunte Doktor  | Der neunte Doktor                                 | Der neunte Doktor                         | Der neunte Doktor | Der neunte Doktor | Der neunte Doktor |
| ------------------ | ------------------------------------------------- | ----------------------------------------- | --- | ----------------- | ----------------- |
| 157–166            | Die komplette erste Staffel                       | DVD: 10. Juli 2008 BD: 4. Dezember 2017   | Enthält die komplette erste Staffel der neuen Ära. | 5 DVD / 4 BD      | ab 12 Jahren      |
| Der zehnte Doktor  |                                                   |                                           | |                   |                   |
| 167–177            | Die komplette zweite Staffel                      | DVD: 20. Mai 2009 BD: 15. März 2018       | Enthält das Weihnachtsspecial Die Weihnachtsinvasion sowie die komplette zweite Staffel der neuen Ära. | 6 DVD / 5 BD      | ab 16 Jahren      |
| 178–187            | Die komplette Staffel 3                           | DVD: 25. Januar 2013 BD: 23. Februar 2018 | Enthält das Weihnachtsspecial Die aufgelöste Braut sowie die komplette dritte Staffel der neuen Ära. | 6 DVD / 3 BD      | ab 12 Jahren      |
| 188–198            | Die komplette Staffel 4                           | DVD: 28. Juni 2013 BD: 29. Juni 2018      | Enthält das Weihnachtsspecial Die Reise der Verdammten sowie die komplette vierte Staffel der neuen Ära. | 6 DVD / 3 BD      | ab 12 Jahren      |
| 199–202            | Die kompletten Specials                           | 23. November 2013                         | Enthält die Specials Der andere Doktor, Planet der Toten, Der rote Garten und den Das Ende der Zeit-Zweiteiler. | 5                 | ab 12 Jahren      |
| Der elfte Doktor   |                                                   |                                           | |                   |                   |
| 203–208            | Staffel 5 Volume 1                                | 27. April 2012                            | Enthält die ersten 7 Folgen der fünften Staffel der neuen Ära. | 3                 | ab 12 Jahren      |
| 209–212            | Staffel 5 Volume 2                                | 25. Mai 2012                              | Enthält die übrigen 6 Folgen der fünften Staffel der neuen Ära. | 3                 | ab 12 Jahren      |
| 203–212            | Die komplette Staffel 5                           | 31. Januar 2014                           | Enthält die komplette fünfte Staffel der neuen Ära. | 6                 | ab 12 Jahren      |
| 213–224            | Die komplette Staffel 6                           | 28. März 2014                             | Enthält das Weihnachtsspecial Fest der Liebe sowie die komplette sechste Staffel der neuen Ära. | 6                 | ab 12 Jahren      |
| 225–239            | Die komplette Staffel 7                           | 25. April 2014                            | Enthält die Weihnachtsspecials Sternenhimmel und Die Schneemänner sowie die komplette siebte Staffel der neuen Ära. | 5                 | ab 12 Jahren      |
| 240                | Der Tag des Doktors                               | 20. Dezember 2013                         | Enthält das Jubiläumsspecial Der Tag des Doktors. | 1                 | ab 12 Jahren      |
| 241                | Die Zeit des Doktors                              | 22. Dezember 2014                         | Enthält das Weihnachtsspecial Die Zeit des Doktors. | 1                 | ab 12 Jahren      |
| 203–241            | Die Matt Smith Jahre: Der komplette 11. Doktor    | 27. September 2019                        | Enthält die kompletten Staffeln fünf bis sieben der neuen Ära sowie die Specials Fest der Liebe, Sternenhimmel, Die Schneemänner, Der Tag des Doktors und Die Zeit des Doktors.                                                                 | 21                | ab 12 Jahren      |
| Der zwölfte Doktor |                                                   |                                           | |                   |                   |
| 242–253            | Die komplette Staffel 8                           | 13. März 2015                             | Enthält die komplette achte Staffel der neuen Ära sowie das Weihnachtsspecial Hereingeschneit. | 6                 | ab 12 Jahren      |
| 254–261            | Die komplette Staffel 9                           | 18. März 2016                             | Enthält die komplette neunte Staffel der neuen Ära sowie das Weihnachtsspecial Besuch bei River Song. | 7 DVD / 6 BD      | ab 12 Jahren      |
| 262–271            | Die komplette Staffel 10                          | 22. Februar 2018                          | Enthält das Weihnachtsspecial Die Rückkehr von Doktor Mysterio sowie die komplette zehnte Staffel der neuen Ära. | 6 DVD / 5 BD      | ab 12 Jahren      |
| 272                | Aus der Zeit gefallen                             | 27. April 2018                            | Enthält das Weihnachtsspecial 2017 Aus der Zeit gefallen. | 1                 | ab 12 Jahren      |
| 242–272            | Die Peter Capaldi Jahre: Der komplette 12. Doktor | 13. Dezember 2019                         | Enthält die kompletten Staffeln acht bis zehn der neuen Ära sowie die Specials Hereingeschneit, Besuch bei River Song, Die Rückkehr von Doktor Mysterio und Aus der Zeit gefallen. Weiterhin ist die erste Folge des Spin-Offs Class enthalten. | 21 DVD / 19 BD    | ab 16 Jahren      |
| Der 13. Doktor     |                                                   |                                           | |                   |                   |
| 273–282            | Die komplette Staffel 11                          | 26. April 2019                            | Enthält die komplette elfte Staffel der neuen Ära. | 4 DVD / 3 BD      | ab 12 Jahren      |
| 283                | Tödlicher Fund                                    | 31. Mai 2019                              | Enthält das Neujahrsspecial 2019 Tödlicher Fund. | 1                 | ab 12 Jahren      |
| 284–293            | Die komplette Staffel 12                          | 9. Oktober 2020                           | Enthält die komplette zwölfte Staffel der neuen Ära. | 4 DVD / 3 BD      | ab 12 Jahren      |